# Jórgosz Vláhosz
Jórgosz Vláhosz, görögül: Γιώργος Βλάχος (Korfu, 1943. március 4. –) görög labdarúgó, hátvéd.

## Pályafutása
1969 és 1976 között a Panathinaikósz labdarúgója volt, ahol két bajnoki címet nyert az együttessel. Tagja volt az 1970–71-es idényben BEK-döntős csapatnak. 1976 és 1983 között az ÓFI Kréta játékosa volt.

## Sikerei, díjai
Panathinaikósz
- Görög bajnokság
  - bajnok (2): 1969–70, 1971–72
- Bajnokcsapatok Európa-kupája (BEK)
  - döntős: 1970–71